# Airplane (musikalbum)
Airplane är ett studioalbum från 1998 av det svenska dansbandet Arvingarna. Albumet producerades av Tony Visconti, och ingick i bandets satsning utanför Sverige.

## Låtlista
1. That Was Then, This Is Now
2. If These Walls Could Talk
3. Every Heartbeat Says ”I Love You”
4. Hold on to Your Heart
5. Eloise
6. Airplane
7. The Last Train Tonight
8. She Said
9. Funny How Love Can Be
10. One More Try
11. Tiny Goddess
12. Why Oh Why
13. Together Forever
14. Eloise – Party Mix
15. If These Walls Could Talk – Unplugged